# پژوهش های کمی بازاریابی
پژوهش های (تحقیقات) کمی بازاریابی، کاربرد فنون پژوهش‌های کمی در زمینه تحقیقات بازاریابی است که ریشه در دیدگاه‌های اثبات گرایی و بازاریابی مدرن دارد.
این روش به عنوان یک روش پژوهش اجتماعی، معمولاً شامل ساخت پرسشنامه و مقیاس است. از افرادی که پاسخ می‌دهند (پاسخ دهندگان) خواسته می‌شود نظرسنجی را تکمیل کنند. بازاریابان از اطلاعات برای به دست آوردن و درک نیازهای افراد در بازار و ایجاد راهبرد‌ها و برنامه‌های بازاریابی استفاده می‌کنند.

## گرد آوری داده‌ها
محبوب‌ترین روش گرداوری داده در پژوهش بازاریابی کمی، نظرسنجی است. نظرسنجی‌ها معمولاً شامل ترکیبی از سؤالات ساختاریافته و سؤالات باز هستند. شرکت کنندگان در نظرسنجی به مجموعه سوالات یکسانی پاسخ می‌دهند، که به پژوهشگر اجازه می‌دهد به راحتی پاسخ‌های انواع مختلف پاسخ دهنده را مقایسه کند. نظرسنجی‌ها را می‌توان به یکی از چهار روش توزیع کرد: تلفنی، پستی، حضوری و آنلاین (چه از طریق موبایل یا رایانه).
یکی دیگر از روش‌های تحقیق کمی، انجام آزمایش‌هایی در مورد نحوه واکنش افراد به موقعیت‌ها یا سناریوهای مختلف است؛ مثلاً به بازدیدکنندگان وب‌سایت نسخه‌های مختلف صفحه نشان داده می‌شود و بازاریاب‌ها پیگیری می‌کنند که کدام مؤثرتر است.

## تفاوت پژوهش‌های کمی مصرف‌کننده و B2B
تحقیقات کمی هم در تحقیقات مصرف‌کننده و هم در تحقیقات بنگاه به بنگاه (B2B) استفاده می‌شود. با این حال، تفاوت‌هایی در نحوه توزیع نظرسنجی‌های محققان مصرف‌کننده و محققان B2B وجود دارد.
به‌طور کلی، نظرسنجی‌های آنلاین بیشتر از حضوری (از طریق تلفن یا از طریق پست) انجام می‌شوند. با این حال، در تحقیقات B2B، تحقیق آنلاین همیشه امکان‌پذیر نیست، اغلب به این دلیل که دسترسی به تصمیم گیرندگان شرکت‌ها از طریق ایمیل دشوار است. در نتیجه، محققان B2B هنوز اغلب از طریق تلفن نظرسنجی را انجام می‌دهند.

## روش کلی
به بیان ساده، پنج مرحله اصلی و مهم در فرایند پژوهش وجود دارد:
1. تعریف مسئله.
2. طرح پژوهش.
3. جمع‌آوری داده‌ها.
4. تحلیل داده‌ها.
5. گزارش نویسی و ارائه

در ادامه توضیح مختصری در مورد این مراحل ارائه می‌شود:
1. تعریف مسئله و مشکل - مشکل چیست؟ جنبه‌های مختلف مشکل چیست؟ چه اطلاعاتی مورد نیاز است؟
2. مفهوم سازی و عملیاتی سازی - دقیقاً چگونه مفاهیم درگیر را تعریف می‌کنیم؟ چگونه این مفاهیم را به رفتارهای قابل مشاهده و اندازه‌گیری تبدیل کنیم؟
3. مشخصات فرضیه - چه ادعا (هایی) را می‌خواهیم آزمایش کنیم؟
4. مشخصات طرح تحقیق - از چه نوع روش‌شناسی استفاده کنیم؟ - مثال: پرسشنامه، نظرسنجی
5. مشخصات سوالات - چه سوالاتی بپرسیم؟ به چه ترتیبی؟
6. مشخصات مقیاس - اولویت‌ها چگونه رتبه‌بندی می‌شوند؟
7. مشخصات طرح نمونه - کل جمعیت چقدر است؟ چه حجم نمونه برای این جامعه لازم است؟ از چه روش نمونه‌گیری استفاده شود؟ مثلا: نمونه‌گیری احتمالی (نمونه‌گیری خوشه‌ای، نمونه‌گیری طبقه‌ای، نمونه‌گیری تصادفی ساده، نمونه‌گیری چند مرحله‌ای، نمونه‌گیری سیستماتیک) یا نمونه‌گیری غیراحتمالی (نمونه‌گیری آسان، نمونه‌گیری قضاوتی، نمونه‌گیری هدفمند، نمونه‌گیری سهمیه‌ای، و غیره)
8. جمع‌آوری داده‌ها - از طریق پست، تلفن، اینترنت، رهگیری مراکز تجاری
9. کدگذاری و تعیین مجدد - داده‌های خام را به گونه ای تنظیم کنید که با تکنیک‌های آماری و با اهداف پژوهش سازگار باشد - مثال‌ها: تخصیص اعداد، بررسی سازگاری، جایگزینی، حذف، وزن دهی، متغیرهای ساختگی، تبدیل مقیاس، استانداردسازی مقیاس.
10. واکاوی و تحلیل آماری - انجام تکنیک‌های توصیفی و استنباطی مختلف بر روی داده‌های خام. از نمونه به کل جامعه استنباط می‌شود. نتایج برای معناداری آماری آزمایش می‌شوند.
11. تفسیر و ادغام یافته‌ها - نتایج به چه معناست؟ چه نتایجی می‌توان گرفت؟ این یافته‌ها چگونه با تحقیقات مشابه مرتبط هستند؟
12. نوشتن گزارش تحقیق - گزارش معمولاً دارای سرفصل‌هایی مانند: ۱) خلاصه اجرایی؛ ۲) اهداف؛ ۳) روش‌شناسی؛ ۴) یافته‌های اصلی؛ ۵) نمودارهای دقیق.

مرحله طراحی ممکن است شامل یک مطالعه آزمایشی به منظور کشف هر گونه مسائل پنهان باشد. مراحل کدگذاری و تجزیه و تحلیل معمولاً توسط رایانه و با استفاده از نرم‌افزارهای آماری انجام می‌شود. مراحل جمع‌آوری داده‌ها در برخی موارد می‌تواند خودکار باشد، اما اغلب به نیروی انسانی قابل توجهی برای انجام آن نیاز است.

## تحلیل آماری
داده‌های به دست آمده در تحقیقات بازاریابی کمی را می‌توان تقریباً با هر یک از تکنیک‌های تجزیه و تحلیل آماری، تحلیل کرد.

### روایی و پایایی
پژوهش باید از نظر پایایی، تعمیم پذیری و روایی مورد آزمایش قرار گیرد.
تعمیم پذیری توانایی استنتاج از یک نمونه به جامعه است.
پایایی میزانی است که یک اندازه‌گیری نتایج ثابتی را ایجاد می‌کند.
- پایایی آزمون-آزمون مجدد بررسی می‌کند که اگر پژوهش در شرایط مشابه تکرار شود، نتایج چقدر شبیه هستند. ثبات در برابر اقدامات مکرر با ضریب پیرسون ارزیابی می‌شود.
- پایایی فرم‌های جایگزین بررسی می‌کند که اگر تحقیق با استفاده از فرم‌های مختلف تکرار شود، نتایج چقدر شبیه هستند.
- پایایی سازگاری داخلی بررسی می‌کند که چگونه معیارهایی که در پژوهش گنجانده شده‌اند به اندازه‌گیری ترکیبی تبدیل شده‌اند. پایایی ممکن است با افزایش حجم نمونه بهبود یابد.

روایی معیاریست که بررسی می‌کند آیا پژوهش آنچه را که قصد داشت اندازه‌گیری کرده‌است یا خیر.
- روایی محتوا (که اعتبار صوری نیز نامیده می‌شود) بررسی می‌کند که محتوای پژوهش چقدر با متغیرهای مورد مطالعه مرتبط است. به دنبال پاسخ به این است که آیا سؤالات تحقیق معرف متغیرهای مورد تحقیق هستند یا خیر. این نشان می‌دهد که آیتم‌های یک آزمون از دامنه مورد اندازه‌گیری ترسیم می‌شوند.
- روایی معیار بررسی می‌کند که معیارهای تحقیق تا چه اندازه با سایر معیارها معنادار هستند. هنگامی که معیار بعداً جمع‌آوری می‌شود، هدف ایجاد اعتبار پیش‌بینی است.
- روایی سازه بررسی می‌کند که چه سازه ای در حال اندازه‌گیری است. سه نوع اعتبار سازه وجود دارد: روایی همگرا (چقدر ارتباط تحقیق با سایر معیارهای همان سازه)، روایی تمایز (چقدر ارتباط ضعیف تحقیق با معیارهای سازه‌های متضاد است) و روایی نام شناختی (تحقیق تا چه اندازه با معیارهای سازه مخالف ارتباط دارد). سایر متغیرها که توسط نظریه مورد نیاز است).
- روایی سنجی داخلی، که عمدتاً در طرح‌های تحقیقاتی تجربی استفاده می‌شود، رابطه بین متغیرهای وابسته و مستقل را بررسی می‌کند (یعنی آیا دستکاری تجربی متغیر مستقل واقعاً باعث نتایج مشاهده شده شده‌است؟)
- روایی سنجی خارجی بررسی می‌کند که آیا می‌توان نتایج تجربی را تعمیم داد یا خیر.